# Râul Ducin
Râul Ducin este un curs de apă, afluent al râului Nera. 